# Eichberg (Gemeinde Rohrbach an der Lafnitz)
Eichberg war eine Gemeinde mit 1.178 Einwohnern (Stand 1. Jänner 2014) im Nordosten der Steiermark und gehörte zum Gerichtsbezirk Fürstenfeld und dem politischen Bezirk Hartberg-Fürstenfeld. Im Rahmen der steiermärkischen Gemeindestrukturreform ist sie seit 2015 mit der Gemeinde Rohrbach an der Lafnitz zusammengeschlossen,
die neue Gemeinde führt den Namen Rohrbach an der Lafnitz weiter. Grundlage dafür ist das Steiermärkische Gemeindestrukturreformgesetz – StGsrG.

## Geografie

### Geografische Lage
Eichberg liegt etwa elf Kilometer nördlich der Bezirkshauptstadt Hartberg nahe der Grenze zum Burgenland. Das Gebiet liegt im Joglland am Übergang vom oststeirischen Hügelland zum Randgebirge östlich der Mur. Eichberg wird vom Kleinlungitzbach durchflossen, der später als Lungitzbach bei Wörterberg in die Lafnitz mündet. Die nördliche Gemeindegrenze bildet der Voraubach, im Nordosten wird die Gemeinde durch die Lafnitz begrenzt, während der Süden vom Reibersbach entwässert wird.

### Gliederung
Die Gemeinde Eichberg bestand aus den vier Ortschaften (Einwohner Stand 1. Jänner 2025):
- Eichberg (414)
- Kleinschlag (146) mit Waldhäuser
- Lebing (489) mit Beigütl, Rohrbach-Vorau-Bahnhof, Tempelbauern und Troppenbauern
- Schnellerviertel (132) mit Bergbauern, Brunnmeister, Krausenberg, Steinfeld und Windbichl

### Ehemalige Nachbargemeinden
| Riegersberg    | Sankt Lorenzen am Wechsel                   | Schlag bei Thalberg     |
| Vorau, Puchegg | Kompassrose, die auf Nachbargemeinden zeigt | Rohrbach an der Lafnitz |
| Stambach       | Grafendorf bei Hartberg                     | Lafnitz                 |

## Geschichte
Die Gemeinde Kleinschlag wurde am 1. Jänner 1999 in Eichberg umbenannt.

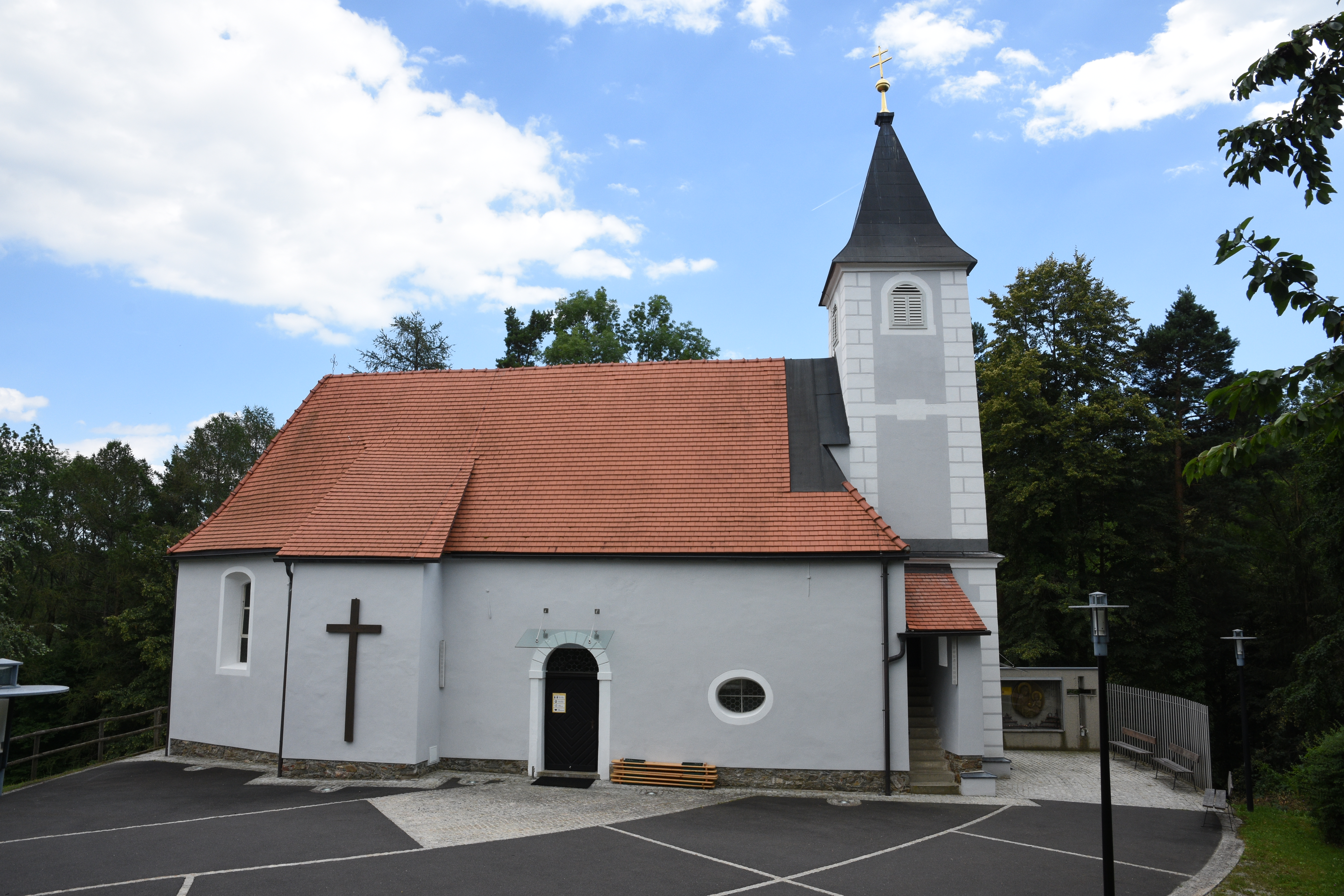
Pfarrkirche Eichberg

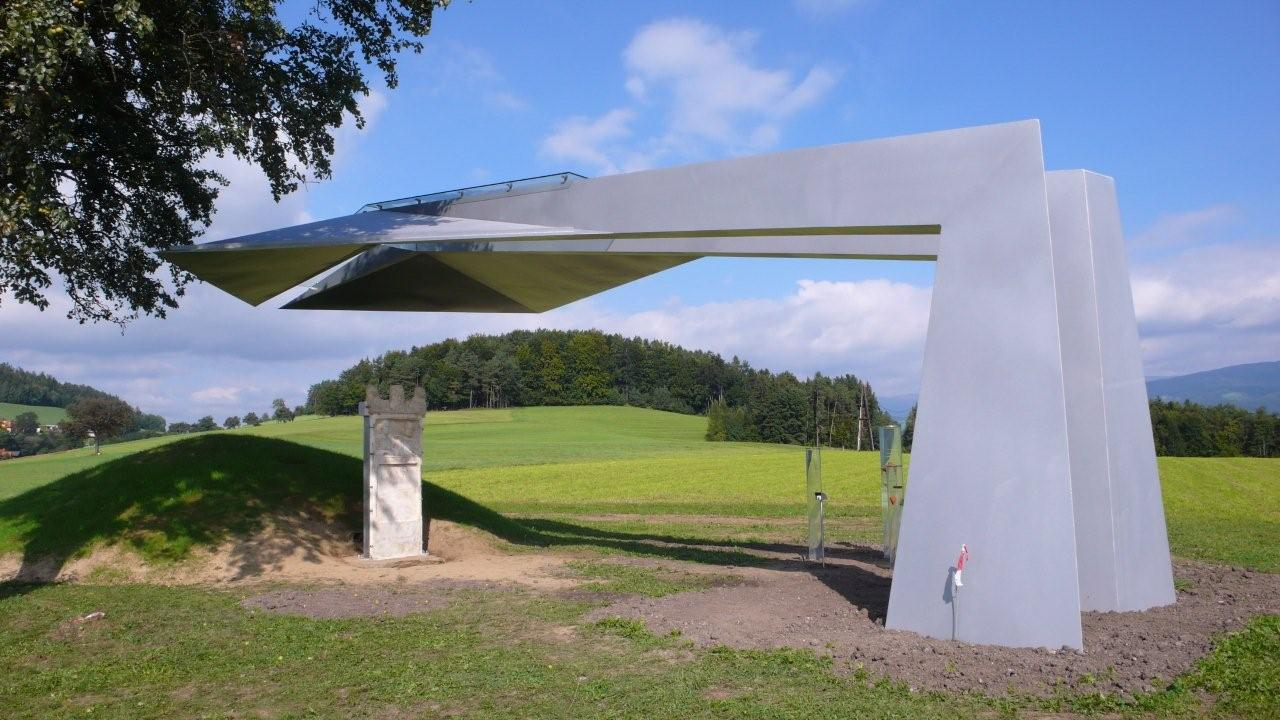
Grabhügel von Lebing

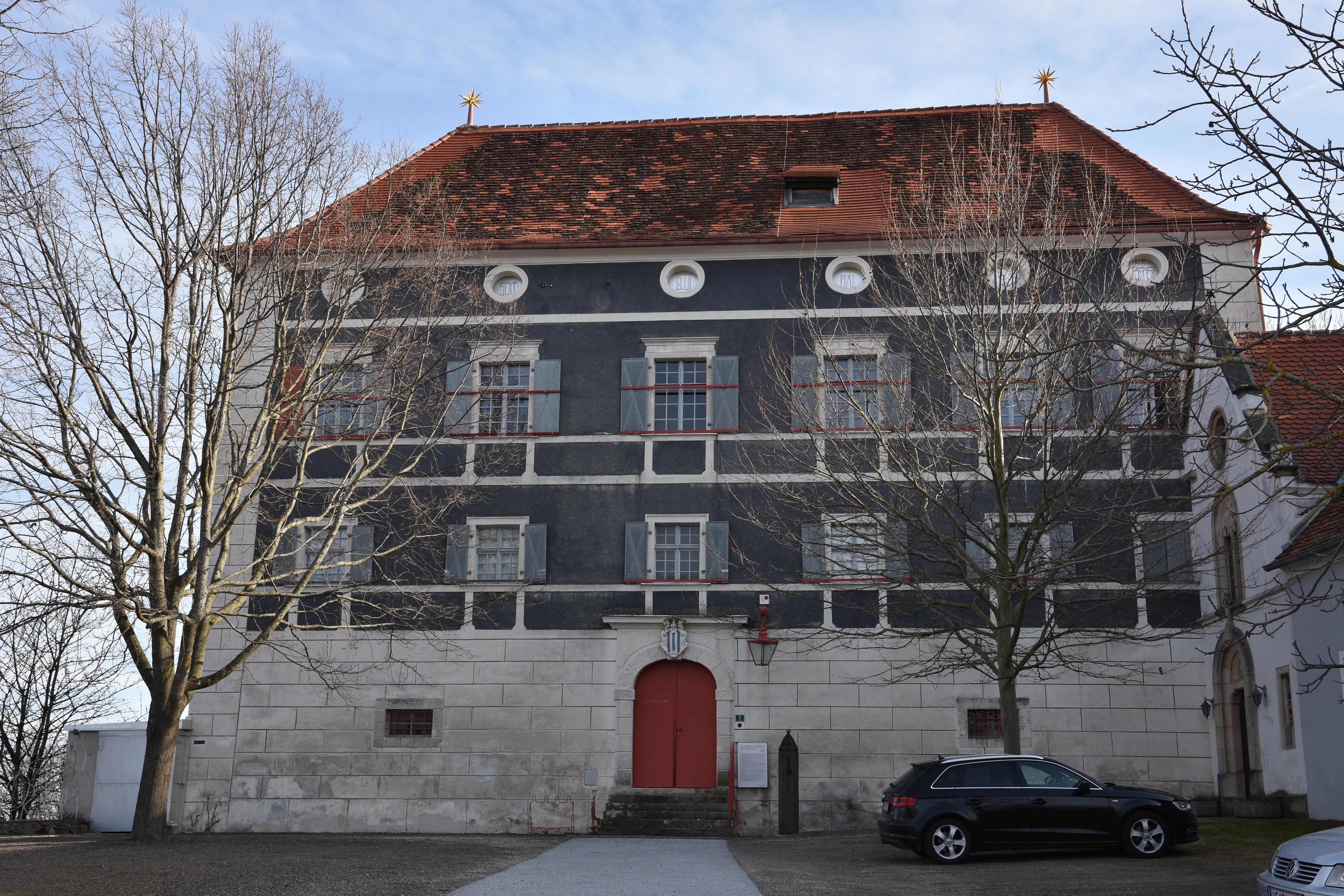
Schloss Aichberg

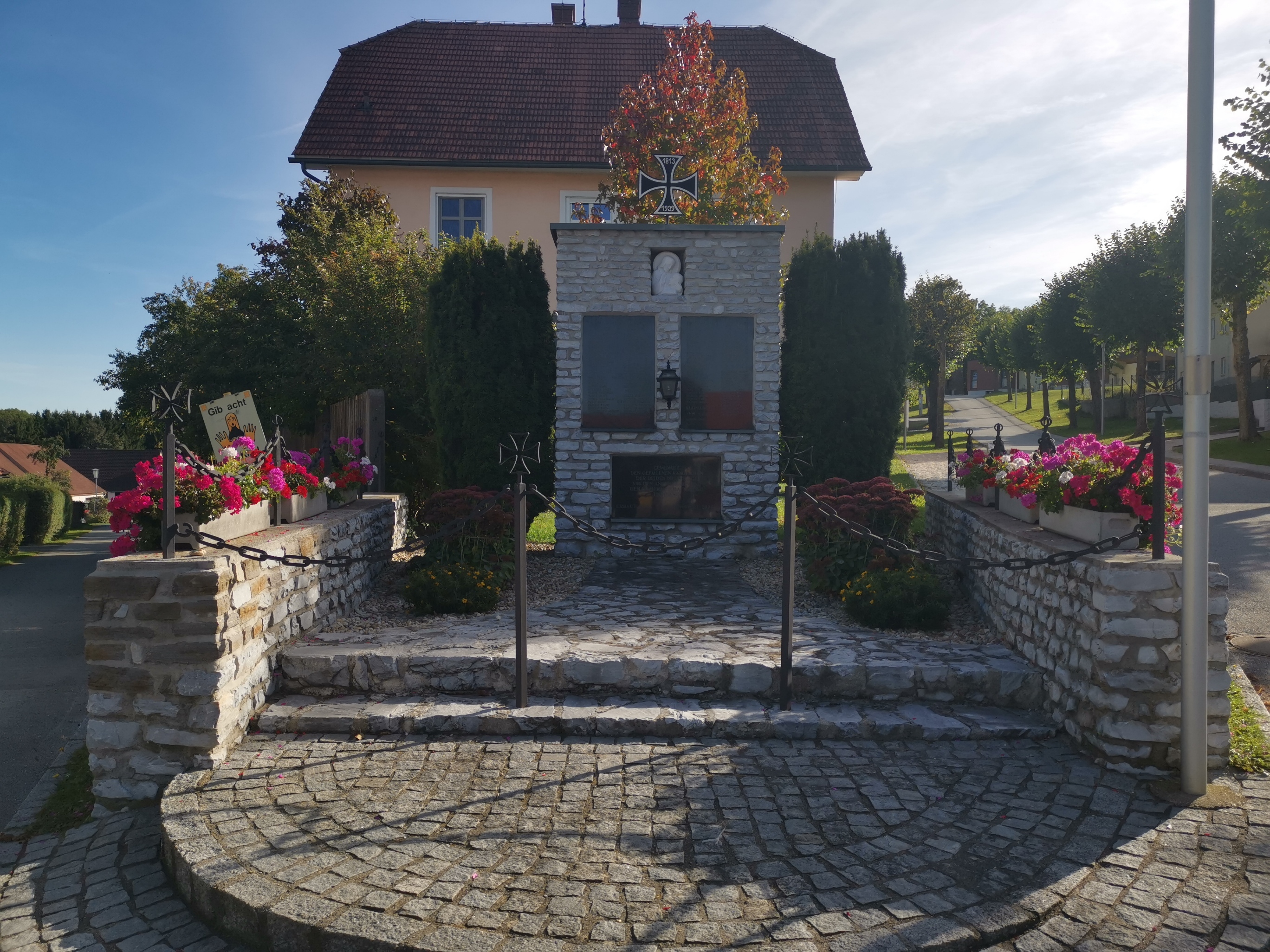
Kriegerdenkmal Eichberg

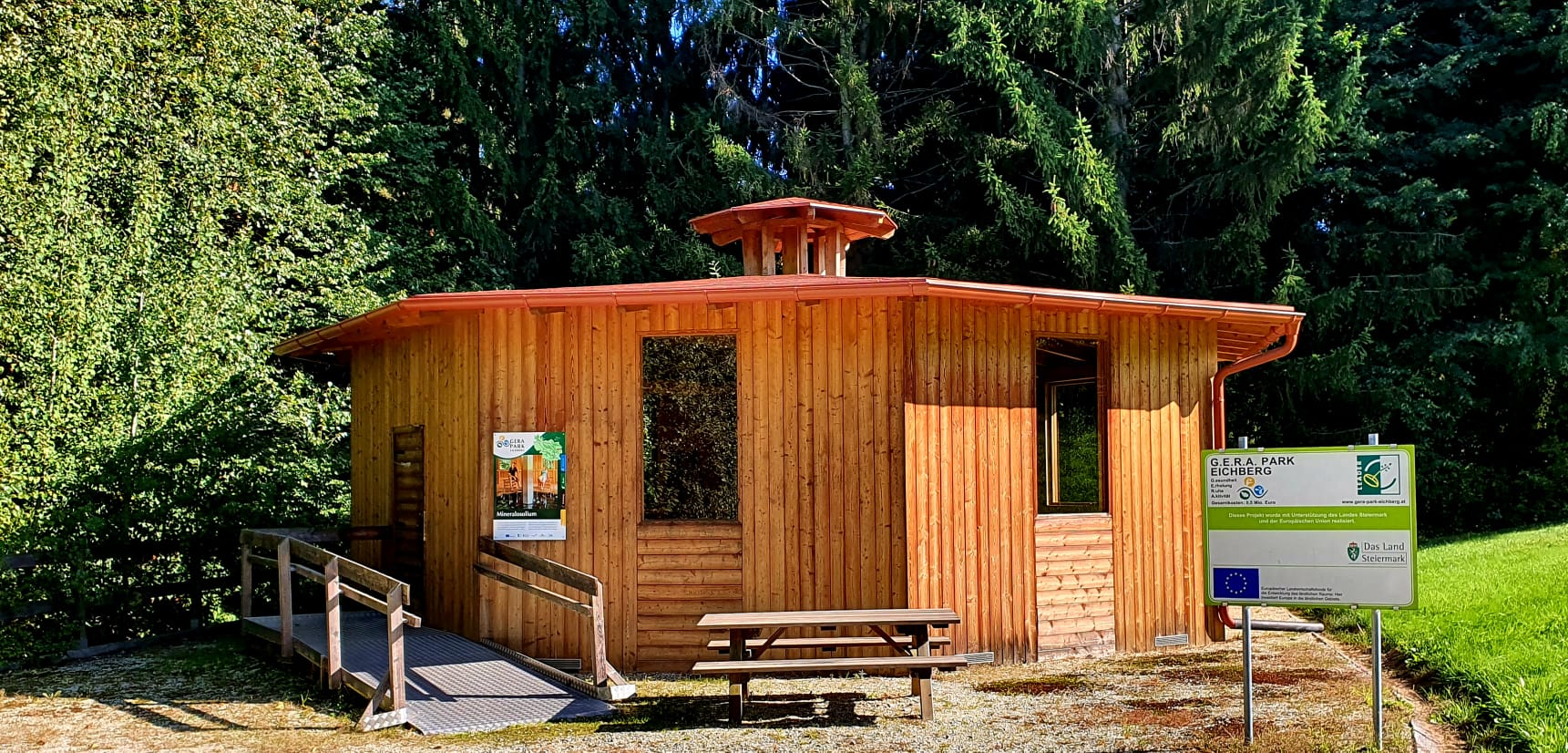
Mineralosolium Eichberg

| Jahr      | 1869  | 1880  | 1890  | 1900  | 1910  | 1923  | 1934  | 1939 |
| --------- | ----- | ----- | ----- | ----- | ----- | ----- | ----- | ---- |
| Einwohner | 834   | 865   | 875   | 861   | 983   | 958   | 1.006 | 965  |
|           |       |       |       |       |       |       |       |      |
| Jahr      | 1951  | 1961  | 1971  | 1981  | 1991  | 2001  | 2013  |      |
| Einwohner | 1.061 | 1.182 | 1.250 | 1.270 | 1.210 | 1.220 | 1.178 |      |

Quelle: Statistik Austria

## Kultur und Sehenswürdigkeiten
- Pfarrkirche hl. Johannes der Täufer
- Das Schloss Aichberg ist Teil der oststeirischen Schlösserstraße. Es wurde im 11. oder 12. Jahrhundert gegründet, als nach den Kriegen mit Ungarn die Lafnitz als Grenze zwischen dem Heiligen Römischen Reich und Ungarn festgelegt wurde und diente folglich zur Festigung dieser Grenze. Es wird erstmals 1250 erwähnt. 1953 kam das Schloss in Gemeindebesitz. Seit 1986 befindet es sich wieder in Privatbesitz.

## Verkehr
Eichberg liegt abseits der Hauptverkehrsstraßen. Die Wechsel Straße B 54 nach Wiener Neustadt und Hartberg ist ca. 4 km entfernt und in der Nachbargemeinde Rohrbach an der Lafnitz erreichbar. Die Süd Autobahn A 2 nach Wien und Graz ist ca. 15 km entfernt und über die Anschlussstelle Friedberg-Pinggau (95) erreichbar.
Im Gebiet von Eichberg befindet sich der Bahnhof Rohrbach-Vorau der Thermenbahn. Er bietet zweistündliche Regionalzug-Verbindungen nach Wien und Hartberg.
Der Flughafen Graz und der Flughafen Wien-Schwechat sind beide ca. 100 km entfernt.

## Politik

### Gemeinderat
Die letzten Gemeinderatswahlen brachten die folgenden Ergebnisse:
| Partei          | 2010    | 2010 | 2010    | 2005 | 2005 | 2005 | 2000 | 2000 | 2000 | 1995 | 1995 | 1995 | 1990 | 1990 | 1990 |
| Partei          | Stimmen | %    | Mandate | St.  | %    | M.   | St.  | %    | M.   | St.  | %    | M.   | St.  | %    | M.   |
| --------------- | ------- | ---- | ------- | ---- | ---- | ---- | ---- | ---- | ---- | ---- | ---- | ---- | ---- | ---- | ---- |
| ÖVP             | 575     | 68   | 11      | 465  | 59   | 9    | 404  | 57   | 9    | 435  | 53   | 8    | 512  | 60   | 9    |
| SPÖ             | 147     | 17   | 2       | 198  | 25   | 4    | 191  | 27   | 4    | 211  | 26   | 4    | 238  | 28   | 4    |
| FPÖ             | 125     | 15   | 2       | 127  | 16   | 2    | 118  | 17   | 2    | 178  | 22   | 3    | 105  | 12   | 2    |
| Wahlbeteiligung | 83 %    | 83 % | 83 %    | 81 % | 81 % | 81 % | 75 % | 75 % | 75 % | 88 % | 88 % | 88 % | 93 % | 93 % | 93 % |

### Bürgermeister
Bürgermeister war Peter Uhl (ÖVP), Vizebürgermeister war Alois Hofstätter (ÖVP).

### Wappen
Die Verleihung des Gemeindewappens erfolgte mit Wirkung vom 1. November 1988.

Blasonierung (Wappenbeschreibung):
„Von Schwarz und Silber halb gespalten und von Rot geteilt; auf den Schnitten im Dreipass Eichenblätter, im oberen linken Feld rot, in den anderen Feldern silbern.“

## Persönlichkeiten
Ehrenbürger
- 1950: Josef Krainer (1903–1971), Landeshauptmann
- 1950: Ferdinand Prirsch (1906–1965), Landesrat
- 1950: Josef Wallner (1902–1974), Abgeordneter zum Nationalrat
- 1950: N. Thaller
- 1950: Hans Linhart
- 1963: Gilbert Prenner, Propst des Stiftes Vorau
- 1963: Emanuel Eschermann, Volksschuldirektor
- 1969: Hanns Koren (1906–1985), Landeshauptmann-Stellvertreter
- 1969: Franz Wegart (1918–2009), Landesrat
- 1969: Anton Weidinger (1907–1991), Abgeordneter zum Nationalrat
- 1969: Karl Prenner, Landtagsabgeordneter
- 1977: Friedrich Niederl (1920–2012), Landeshauptmann
- 1984: Josef Krainer (1930–2016), Landeshauptmann
- 1988: Josef Ferstl, Pfarrer
- 1990: Erwin Ogradnik
- 2005: Alois Pausackl, Bürgermeister 1985–2005
- 2009: Hermann Schützenhöfer (* 1952), Landeshauptmann
- 2009: Johann Seitinger (1961–2024), Landesrat
- 2010: Johann Wiedner, Landesbeamter
- 2010: Theresia Koller, Organistin[5]